# Dessert
Dessert (デザート Dezāto?) es una revista japonesa de manga shōjo y josei publicada por Kōdansha. Comenzó como una nueva revista shōjo en 1996 después de la desaparición de Shōjo Friend. Las series que aún estaban en curso en Shōjo Friend se trasladaron a Dessert. Los principales objetivos de ventas de la revista son las chicas en la adolescencia y las mujeres de más de 20 años.

## Serializaciones

### Presente
- My Boyfriend in Orange (2016)
- A Condition Called Love (2017)
- A Sign of Affection (2019)
- In the Clear Moonlit Dusk (2020)
- And Yet, You Are So Sweet (2020)
- How I Met My Soulmate (2021)
- Hikaeme ni Itte mo, Kore wa Ai (2021)
- Museru Kurai no Ai wo Ageru (2022)
- Bokura no Suki wa Warikirenai (2023)
- Fall in Love, You False Angels (2023)
- Okuremashite Seishun (2023)
- Amelia no Koukiteki Romance (2025)

### Pasado
- Mondaiteiki Sakuhinshū (2000-2002)
- Boys Esté (2003-2007)
- Liar × Liar (2010-2017)
- Suki-tte ii na yo (2008-2017)
- Tonari no Kaibutsu-kun (2008-2013)
- Taiyō no Ie (2010-2015)
- Real Girl (2011-2016)
- Haru Matsu Bokura (2014-2019)
- Our Precious Conversations (2015–2019)
- Lovesick Ellie (2015–2020)
- Living-Room Matsunaga-san (2016–2021)
- Backflip!! (2021)
- You Got Me, Sempai! (2016-2020)

## Revistas relacionadas
- Aria
- Bessatsu Friend
- Nakayoshi
- Shōjo Friend